# Chief Manufacturing Company
Chief Manufacturing Company war ein US-amerikanischer Hersteller von Automobilen.

## Unternehmensgeschichte
Das Unternehmen wurde 1908 in Buffalo im US-Bundesstaat New York gegründet. Die Produktion von Automobilen begann, die als Chief vermarktet wurden. Im gleichen Jahr endete die Produktion.

## Fahrzeuge
Im Angebot stand nur ein Modell. Es war ein kleiner Runabout mit zwei Sitzen. Das Fahrgestell hatte 213 cm Radstand. Die Fahrzeuge hatten einen Zweizylinder-Zweitaktmotor, der luftgekühlt war. Er leistete 10/12 PS. Die Motorleistung wurde über ein Friktionsgetriebe und eine Kette an die Hinterachse übertragen. Das Lenkrad war rechts angebracht. Der Neupreis betrug 600 US-Dollar. Das entsprach dem stärker motorisierten Ford Modell N.